# آینه (فیلم ۱۳۷۶)
آینه عنوان فیلمی سینمایی به کارگردانی و نویسندگی جعفر پناهی محصول سال ۱۳۷۶ ایران است. این فیلم جایزه یوزپلنگ طلایی بهترین فیلم بیست و هفتمین جشنواره فیلم لوکارنو را به‌دست‌آورد. آینه دومین ساخته پناهی پس از فیلم بادکنک سفید است.

## داستان
فیلم روایتگر داستان دخترکی خردسال به نام بهاره است که مادر او پس از تعطیل شدن مدرسه، به دلیل نامشخصی، برای بردن او از مدرسه نیامده است، و او پس از مدتی انتظار تصمیم می‌گیرد که به تنهایی به سمت خانه حرکت کند که در راه گم می‌شود.
انتظار بهاره به طول می‌انجامد؛ اما خبری از مادرش نمی‌شود. مستخدم مدرسه، شیر خان، پیشنهاد می‌کند که بهاره را تا ایستگاه اتوبوس برساند و بقیه مسیر را بهاره به تنهایی بپیماید.
در ایستگاه، بهاره سوار اتوبوسی می‌شود که در خلاف جهت مسیر منزل او حرکت می‌کند. توجه بهاره به مسافران اتوبوس جلب می‌شود؛ از جمله پیرزنی که برای آخرین بار منزل پسرش را ترک کرده است و تصمیم دارد دیگر به آن جا بازنگردد؛ و نیز خانواده ای که از خرید عروسی بازمی‌گردند.
بهاره وقتی متوجه اشتباه خود می‌شود، با ناراحتی از اتوبوس پیاده می‌شود و وقتی کمک راننده از او دلیل پیاده شدنش را می‌پرسد، پاسخ می‌دهد که ” دیگر خسته شده‌ام، دیگر دوست ندارم در فیلم بازی کنم. “ حالا متوجه می‌شویم که آنچه که تا کنون دیده‌ایم، بخش‌هایی از فیلمی بوده است که بهاره در آن بازی می‌کرده است. اصرار دست‌اندرکاران فیلم برای راضی کردن بهاره راه به جایی نمی‌برد و او که از نقش خود در فیلم (نقش یک دختر دست و پا چلفتی) ناراضی است، تصمیم می‌گیرد که ادامه مسیر را خود به تنهایی بپیماید.
کارگردان فیلم، به ناگاه تغییر عقیده می‌دهد و از عوامل صحنه می‌خواهد که بهاره را از دور دنبال کنند و تا حد ممکن حرکات او را ثبت کنند. بهاره با رهگذران، با پیرزن (که اکنون که بازی اش در فیلم تمام شده و واقعاً باید به شهرستان برگردد) و با مردم عادی که او را به عنوان بازیگر فیلم می‌شناسند، گفتگو می‌کند و به تنهایی راه خانه را می‌یابد.
بخش دوم فیلم (از آنجا که وارد دنیای پشت صحنه می‌شویم) با نگاهی صمیمی و مثبت، روابط واقعی مردم با سینما را مورد بررسی قرار می‌دهد و با آنکه تا حدودی به شیوه آزاد کار می‌شود، با پایانی غافلگیر کننده، قصه را به سر انجام می‌رساند.
در قسمتی از فیلم صدای ایرج دوستدار دوبلور نقش جان وین را می‌شنویم که با دختر کوچک چند دقیقه ای صحبت می‌کند.

## جایزه‌ها و نامزدی‌ها
- برنده جایزه یوزپلنگ طلایی از جشنواره فیلم لوکارنو (۱۹۹۷)
- برنده جایزه فیلم نقره‌ای بهترین کارگردان آسیا از جشنواره فیلم سنگاپور (۱۹۹۸)
- برنده جایزه لاله طلایی از جشنواره فیلم استانبول (۱۹۹۸)
- نامزد جایزه خوشه طلایی از جشنواره فیلم والادولید (۱۹۹۷)[۳]